# José Moncasi Cudós
José Moncasi Cudós (siglo XIX-siglo XX) fue un político español, diputado en las Cortes de la Restauración.

## Biografía
Nacido en la localidad oscense de Albelda, se integró en el grupo constitucional en 1872. Según la obra Las primeras Cámaras de la Regencia habría desempeñado los cargos de primer teniente de alcalde y, en tres ocasiones, el de alcalde de Zaragoza. También fue presidente de la Asociación de Ganaderos de Zaragoza. Obtuvo escaño de diputado por el distrito oscense de Benabarre en 1886, cargo para el que fue nombrado el 13 de mayo y que juró el 11 de junio de aquel año. Posteriormente volvió al Congreso por el mismo distrito en 1893 y 1901. Fue padre del también político José Moncasi Sangenís.